# ФК Истанбул Башакшехир
Вижте пояснителната страница за други значения на ФК Истанбул Башакшехир.
ФК Истанбул Башакшехир (на турски: İstanbul Başakşehir Futbol Kulübü) е турски професионален футболен клуб, базиран в район Башакшехир в Истанбул. Клубът е по-известен просто като Башакшехир (на турски: Başakşehir). Клубът е основан през 1990 г. като Истанбул Бююкшехир Беледийеспор (Спортен клуб на Голяма община Истанбул). Те за първи път достигат най-високото ниво в турския футбол през 2007-08. Те играят домакинските си мачове на стадион Башакшехир Фатих Терим в Истанбул.
Клубът е един от осемте отбора от турската Суперлига, базирани в Истанбул, заедно с Бешикташ, Фатих Карагюмрюк, Фенербахче, Галатасарай, Истанбулспор, Касъмпаша и Юмраниеспор. През сезон 2016–17 те участват в Суперлигата, Купата на Турция и УЕФА Лига Европа. През сезон 2017–18 те достигат до плейофния кръг на квалификационния кръг на Шампионската лига на УЕФА. Те печелят първата си титла във висшия турски ешелон през сезон 2019–20.

## Предишни имена
| Години      | Име                               |
| ----------- | --------------------------------- |
| 1990 – 2014 | „Истанбул Бююкшехир Беледийеспор“ |
| 2014 –      | „ФК Истанбул Башакшехир“          |

## Срещи с български отбори
Отборът на „Истанбул Башакшехир“ се е срещал с български отбори в официални срещи.

### „Лудогорец“
С „Лудогорец“ се е срещал два пъти в официални мачове от груповата фаза на Лига Европа през сезон 2017 – 2018 г. Първият се играе на 28 септември 2017 г. в Истанбул и завършва 0 – 0 за. Вторият се играе на 23 ноември 2017 г. в Разград като завършва 2 – 1 за Истанбул Башакшехир.

## Успехи
- Турска Суперлига
- Победител (1): 2019/20
  -  Вицешампион (2): 2016/17, 2018/19
- Купа на Турция
  -  Финалист (3): 2010/11, 2016/17, 2022/23
- Суперкупа на Турция
  -  Финалист (1): 2020
- Първа лига
  -  Победител (1): 2013/14
    -  Вицешампион (1): 2006/07
- Втора лига
  -  Победител (2): 1992/93, 1996/97

## Известни футболисти
- Том
- Дока Мадурейра
- Пиер Уебо

## Стадион
Преди промяната на името Истанбул Башакшехир играе своите мачове на Олимпийския стадион Ататюрк, но от сезон 2014–15 те започват да играят своите игри на стадион Башакшехир Фатих Терим, който на 26 юли 2014 г. е официално отворен за публика. Стадионът е с капацитет 17 800 зрители. Това е новият дом на Истанбул Башакшехир, който играе в Суперлигата.

## Настоящ състав
Актуален състав към 6 септември 2017 г.
| №  | Пост | Играч              |
| -- | ---- | ------------------ |
| 1  | В    | Волкан Бабаджан    |
| 3  | З    | Гаел Клиши         |
| 4  | З    | Джоузеф Атама      |
| 5  | П    | Емре Бельозоглу    |
| 6  | З    | Александру Епуряну |
| 7  | П    | Един Вишча         |
| 8  | П    | Мосоро             |
| 9  | Н    | Мехмет Батдал      |
| 10 | Н    | Еманюел Адебайор   |
| 11 | П    | Елеро Елия         |
| 17 | П    | Ирфан Кахведжъ     |
| 18 | Н    | Стефано Наполеони  |
| 19 | Н    | Мевлют Ердинч      |

| №  | Пост | Играч           |
| -- | ---- | --------------- |
| 20 | П    | Хакан Йозмерт   |
| 21 | П    | Махмут Текдемир |
| 22 | З    | Орелиен Шеджу   |
| 23 | П    | Тунай Торун     |
| 27 | З    | Мануел да Коща  |
| 29 | П    | Керим Фрей      |
| 33 | З    | Угюр Учар       |
| 39 | З    | Алпарслан Ердем |
| 44 | З    | Егемен Коркмаз  |
| 55 | В    | Фарук Чакър     |
| 80 | З    | Жуниор Кайсара  |
| 86 | В    | Уфук Джейлан    |
| 88 | П    | Гьокхан Инлер   |